# Sulcoretepora tenuis
Sulcoretepora tenuis är en mossdjursart som beskrevs av Ernst 2008. Sulcoretepora tenuis ingår i släktet Sulcoretepora och familjen Cystodictyonidae. Inga underarter finns listade i Catalogue of Life.